# Вольная борьба на летних Олимпийских играх 1960 — до 57 кг
Соревнования по вольной борьбе в рамках Олимпийских игр 1960 года в легчайшем весе (до 57 килограммов) прошли в Риме с 1 по 6 сентября 1960 года в «Базилике Максенция».
Турнир проводился по системе с начислением штрафных баллов, но в сравнении с прошлыми играми, сменилась система их начисления и был введён такой результат, как ничья. За чистую победу штрафные баллы не начислялись, за победу по очкам борец получал один штрафной балл, за ничью два штрафных балла, за поражение по очкам три штрафных балла, за чистое поражение — четыре штрафных балла. Борец, набравший шесть штрафных баллов, из турнира выбывал. Трое оставшихся борцов выходили в финал, где проводили встречи между собой. Встречи между финалистами, состоявшиеся в предварительных схватках, шли в зачёт. Схватка по регламенту турнира продолжалась 12 минут. Если в течение первых шести минут не было зафиксировано туше, то судьи могли определить борца, имеющего преимущество. Если преимущество никому не отдавалось, то назначалось четыре минуты борьбы в партере, при этом каждый из борцов находился внизу по две минуты (очередность определялась жребием). Если кому-то из борцов было отдано преимущество, то он имел право выбора следующих шести минут борьбы: либо в партере сверху, либо в стойке. Если по истечении четырёх минут не фиксировалась чистая победа, то оставшиеся две минуты борцы боролись в стойке.
В легчайшем весе боролись 19 участников. Самым молодым участником был 16-летний Дермот Данне, самым возрастным 32-летний Пауль Хённи. Неоспоримым фаворитом соревнований был чемпион мира 1957 и 1959 годов Хюсейин Акбаш, но как выяснилось, он не до конца восстановился от перелома ключицы, и после третьего круга соревнований выбыл. Награды между собой разыграли Терри Маккэнн, Тадеуш Трояновский и Неждет Залев. Американский борец победил в двух финальных встречах и завоевал звание олимпийского чемпиона. Серебряную медаль получил Залев, ввиду победы над Трояновским в пятом круге. 

## Призовые места
- Терри Маккэнн (USA)
- Неждет Залев (BUL)
- Тадеуш Трояновский (POL)

## Первый круг
| Штрафных баллов | Участник 1               | Результат   | Участник 2                 | Штрафных баллов |
| --------------- | ------------------------ | ----------- | -------------------------- | --------------- |
| 1               | Луиджи Чинаццо (ITA)     | По очкам    | Лим Гван Джэ (KOR)         | 3               |
| 0               | Дермот Данне (IRL)       | Туше (8:03) | Витторио Манчини (SMR)     | 4               |
| 2               | Хюсейин Акбаш (TUR)      | Ничья       | Мохаммад Мехди Ягуби (IRI) | 2               |
| 2               | Михаил Шахов (URS)       | Ничья       | Тауно Яскари (FIN)         | 2               |
| 0               | Мухаммад Сирай-Дин (PAK) | Туше (2:50) | Уолтер Пиллинг (GBR)       | 4               |
| 1               | Фред Кёммерер (EUA)      | По очкам    | Эдуардо Кэмпбелл (PAN)     | 3               |
| 1               | Терри Маккэнн (USA)      | По очкам    | Эдвин Вестербю (SWE)       | 3               |
| 0               | Тадеуш Трояновский (POL) | Туше (4:24) | Пауль Хённи (SUI)          | 4               |
| 0               | Неждет Залев (BUL)       | Туше (2:31) | Джеффри Джеймсон (AUS)     | 4               |
| 0               | Тадаси Асаи (JPN)        | Пропускал   |                            |                 |

## Второй круг
| Штрафных баллов | Участник 1                 | Результат   | Участник 2               | Штрафных баллов |
| --------------- | -------------------------- | ----------- | ------------------------ | --------------- |
| 0               | Тадаси Асаи (JPN)          | Туше (3:14) | Луиджи Чинаццо (ITA)     | 5               |
| 3               | Лим Гван Джэ (KOR)         | Туше (2:45) | Дермот Данне (IRL)       | 3               |
| 2               | Мохаммад Мехди Ягуби (IRI) | Туше (0:17) | Витторио Манчини (SMR)   | 8               |
| 3               | Михаил Шахов (URS)         | По очкам    | Хюсейин Акбаш (TUR)      | 5               |
| 3               | Тауно Яскари (FIN)         | По очкам    | Мухаммад Сирай-Дин (PAK) | 3               |
| 3               | Эдуардо Кэмпбелл (PAN)     | Туше (4:57) | Уолтер Пиллинг (GBR)     | 8               |
| 2               | Фред Кёммерер (EUA)        | По очкам    | Эдвин Вестербю (SWE)     | 6               |
| 1               | Терри Маккэнн (USA)        | Туше (1:45) | Пауль Хённи (SUI)        | 8               |
| 0               | Тадеуш Трояновский (POL)   | Туше (4:25) | Джеффри Джеймсон (AUS)   | 8               |
| 0               | Неждет Залев (BUL)         | Пропускал   |                          |                 |

## Третий круг
| Штрафных баллов | Участник 1                 | Результат    | Участник 2               | Штрафных баллов |
| --------------- | -------------------------- | ------------ | ------------------------ | --------------- |
| 0               | Неждет Залев (BUL)         | Туше (3:45)  | Тадаси Асаи (JPN)        | 4               |
| 5               | Луиджи Чинаццо (ITA)       | Туше (2:21)  | Дермот Данне (IRL)       | 7               |
| 3               | Мохаммад Мехди Ягуби (IRI) | По очкам     | Лим Гван Джэ (KOR)       | 6               |
| 3               | Тауно Яскари (FIN)         | Туше (11:05) | Хюсейин Акбаш (TUR)      | 9               |
| 4               | Михаил Шахов (URS)         | По очкам     | Мухаммад Сирай-Дин (PAK) | 6               |
| 2               | Терри Маккэнн (USA)        | По очкам     | Эдуардо Кэмпбелл (PAN)   | 6               |
| 1               | Тадеуш Трояновский (POL)   | По очкам     | Фред Кёммерер (EUA)      | 5               |

## Четвёртый круг
| Штрафных баллов | Участник 1               | Результат   | Участник 2                 | Штрафных баллов |
| --------------- | ------------------------ | ----------- | -------------------------- | --------------- |
| 1               | Неждет Залев (BUL)       | По очкам    | Луиджи Чинаццо (ITA)       | 8               |
| 5               | Тадаси Асаи (JPN)        | По очкам    | Мохаммад Мехди Ягуби (IRI) | 6               |
| 4               | Михаил Шахов (URS)       | Туше (7:15) | Фред Кёммерер (EUA)        | 9               |
| 4               | Тауно Яскари (FIN)       | По очкам    | Терри Маккэнн (USA)        | 5               |
| 1               | Тадеуш Трояновский (POL) | Пропускал   |                            |                 |

## Пятый круг
| Штрафных баллов | Участник 1          | Результат   | Участник 2               | Штрафных баллов |
| --------------- | ------------------- | ----------- | ------------------------ | --------------- |
| 2               | Неждет Залев (BUL)  | По очкам    | Тадеуш Трояновский (POL) | 4               |
| 6               | Тадаси Асаи (JPN)   | По очкам    | Тауно Яскари (FIN)       | 7               |
| 5               | Терри Маккэнн (USA) | Туше (0:48) | Михаил Шахов (URS)       | 8               |

## Финал

### Встреча 1
| Штрафных баллов | Участник 1          | Результат | Участник 2               | Штрафных баллов |
| --------------- | ------------------- | --------- | ------------------------ | --------------- |
|                 | Терри Маккэнн (USA) | По очкам  | Тадеуш Трояновский (POL) |                 |
|                 | Неждет Залев (BUL)  | Пропускал |                          |                 |

### Встреча 2
| Штрафных баллов | Участник 1          | Результат | Участник 2         | Штрафных баллов |
| --------------- | ------------------- | --------- | ------------------ | --------------- |
|                 | Терри Маккэнн (USA) | По очкам  | Неждет Залев (BUL) |                 |